# Edmund Dejanicz von Gliszczynski
Edmund Joseph Dejanicz von Gliszczynski (* 17. März 1825 in Breslau; † 15. Oktober 1896 auf Rittergut Kostau bei Kreuzburg) war ein preußischer Generalmajor, Mitglied des Abgeordnetenhauses für die Zentrumspartei sowie Gutsbesitzer.

## Leben

### Herkunft
Edmund entstammte dem pommerellischen Adelsgeschlecht Glisczynski, welches seinen Namen nach dem Ort Gliśno Wielkie führt, wo die Familie im Jahr 1374 erstmals urkundlich erwähnt wurde. Er war der Sohn des Major a. D. und Postmeisters in Warmbrunn Peter von Gliszczynski († 1825) und dessen Ehefrau Friederike, geborene Stoy († 1857).

### Karriere

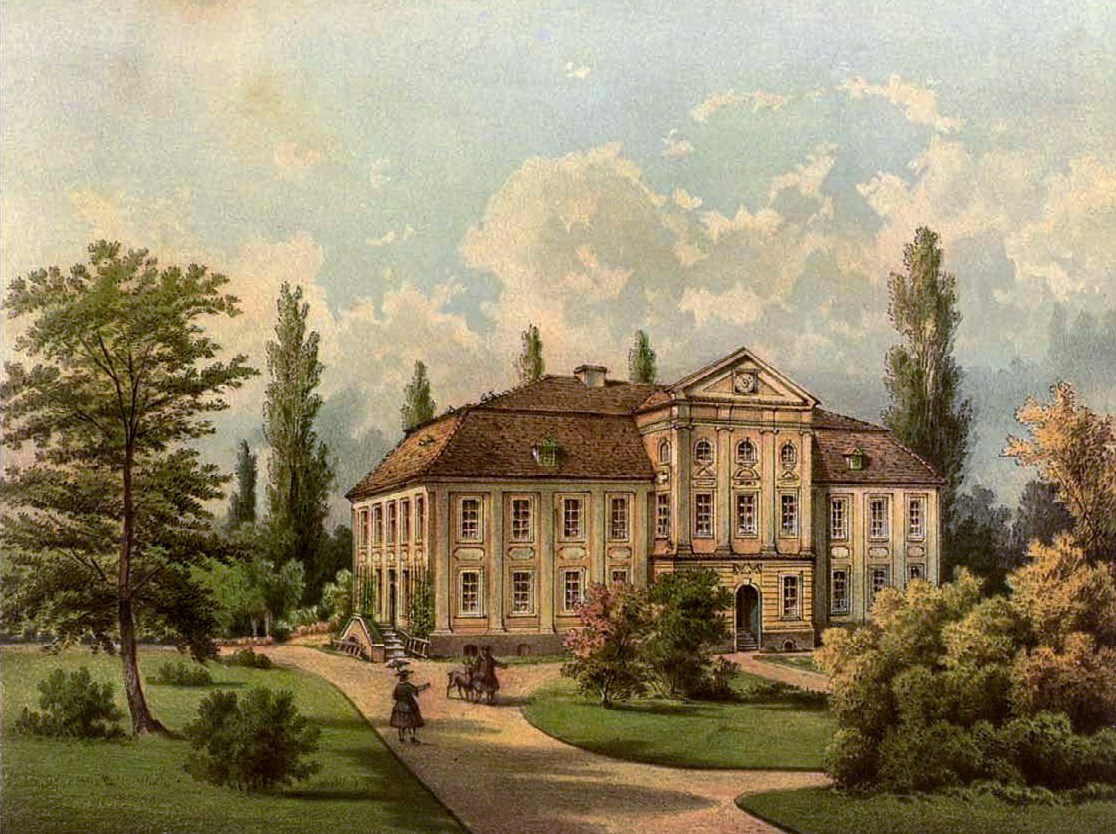
Schloss Kostau um 1860, Sammlung Alexander Duncker

Gliszczynski besuchte die Kadettenhäuser in Potsdam und Berlin. Am 9. August 1842 trat er als Sekondeleutnant Kaiser Franz Garde-Grenadier-Regiment der Preußischen Armee ein und nahm 1848 während des Feldzuges gegen Dänemark am Gefecht bei Schleswig teil. Von 1850 bis 1852 fungierte er als Begleiter des Erbprinzen Heinrich XIV. von Reuß jüngere Linie an der Universität Bonn. Die Allgemeines Kriegsschule in Berlin besuchte er 1854/55. Ab 1860 diente er als Kompaniechef im 4. Garde-Grenadier-Regiment (Königin). Im Jahr 1864 nahm er am Deutsch-Dänischen Krieg teil und wurde beim Sturm auf die Düppeler Schanzen schwer verwundet. Als Major für sein Verhalten mit dem Roten Adlerorden III. Klasse mit Schwertern ausgezeichnet, führte Gliszczynski das II. Bataillon während des Krieges gegen Österreich 1866 in den Kämpfen bei Soor und Königgrätz. Bis Juli 1870 avancierte er zum Oberst und war ab dem 21. August 1870 für die Dauer der Mobilmachung anlässlich des Krieges gegen Frankreich Kommandeur des Mecklenburgischen Füsilier-Regiments Nr. 90. In dieser Eigenschaft nahm er an den Belagerungen von Metz, Toul sowie Paris teil und wurde in der Schlacht von Orléans erneut schwer verwundet.
Nach dem Friedensschluss als Regimentskommandeur bestätigt, wurde Gliszczynski am 22. März 1873 unter Stellung à la suite des Regiments zum Kommandanten von Stralsund ernannt. Er erhielt am 27. Oktober 1874 den Charakter als Generalmajor, bis er schließlich am 2. Juli 1875 mit der gesetzlichen Pension zur Disposition gestellt wurde. Nach seiner Verabschiedung widmete er sich der Bewirtschaftung seines Rittergutes.
Glisczynski war Bevollmächtigter des Gutes Kostau mit Vorwerk Antonienhof (827 Hektar). 1879 bis 1896 war er Mitglied des Preußischen Abgeordnetenhauses, zunächst für den Wahlkreis Regierungsbezirk Oppeln 6 (Pleß – Rybnik) und ab 1894 für den Wahlkreis Oppeln 1 (Kreuzburg – Rosenberg). Er war zuletzt Träger verschiedener höherer Orden.

### Familie
Gliszczynski hatte sich am 24. November 1852 in Radau mit Therese Gräfin von Schmackowsky (1832–1909) verheiratet. Sie erwarb Kostau für 696.000 Mark. Das Gut wurde zum Hauptwohnsitz der Familie. Offiziell war Therese die Eigentümerin des Besitzes.